# Rosa Tillman
Ebon Magda Rosalia (Rosa) Tillman, född 10 december 1895 i Göteborg, död 1975 i New York, var en svensk skådespelare.
Tillman var verksam som skådespelare 1916–1926 vid Folkteatern, Lorensbergsteatern och Lilla Teatern i Göteborg. Hon utvandrade till USA i september 1927.

## Filmografi
- 1921 – Värmlänningarna
- 1922 – Fröken på Björneborg
- 1923 – Närkingarna
- 1923 – Norrtullsligan
- 1924 – Halta Lena och vindögda Per
- 1924 – En piga bland pigor
- 1925 – Kalle Utter
- 1925 – Ett köpmanshus i skärgården